# Acaxiloco
Acaxiloco är en ort i Mexiko.   Den ligger i kommunen Cuetzalan del Progreso och delstaten Puebla, i den sydöstra delen av landet, 180 km öster om huvudstaden Mexico City. Acaxiloco ligger 882 meter över havet och antalet invånare är 242.
Terrängen runt Acaxiloco är bergig, och sluttar norrut. Runt Acaxiloco är det ganska tätbefolkat, med 179 invånare per kvadratkilometer. Närmaste större samhälle är Olintla, 19,4 km väster om Acaxiloco. I omgivningarna runt Acaxiloco växer i huvudsak städsegrön lövskog.